# Ballaugh Old Church

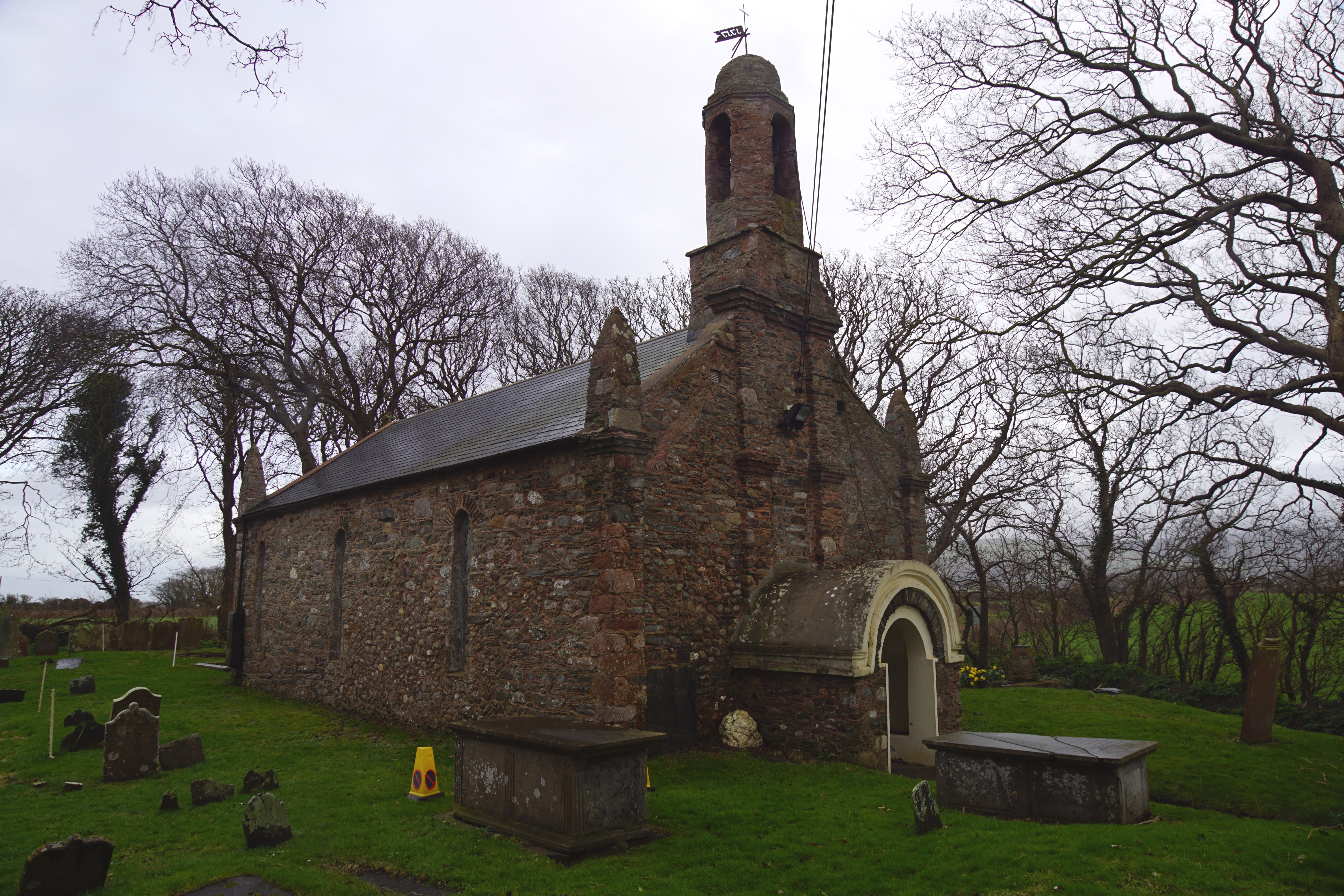
De Ballaugh Old Church is gewijd aan Maria.

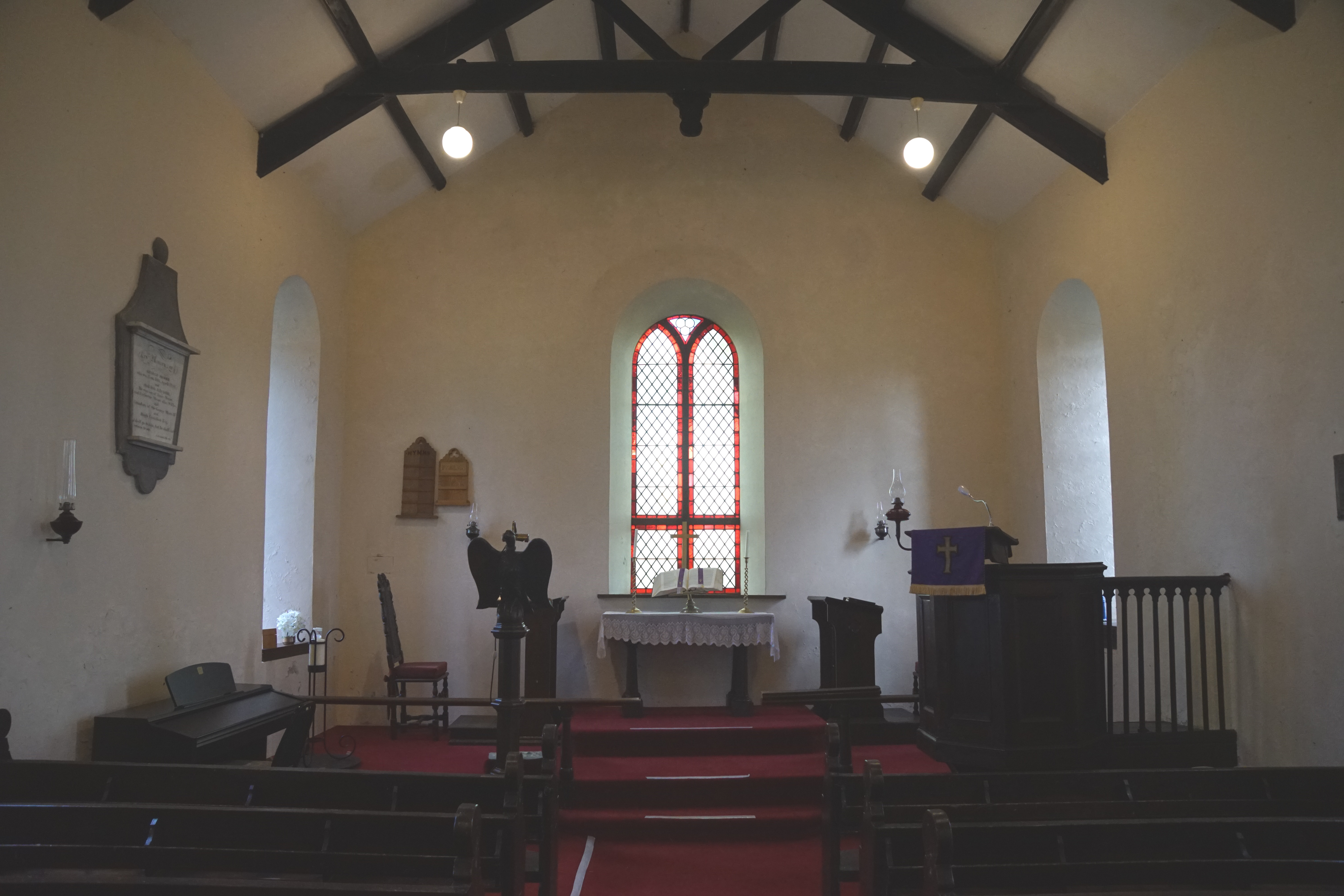
Interieur.

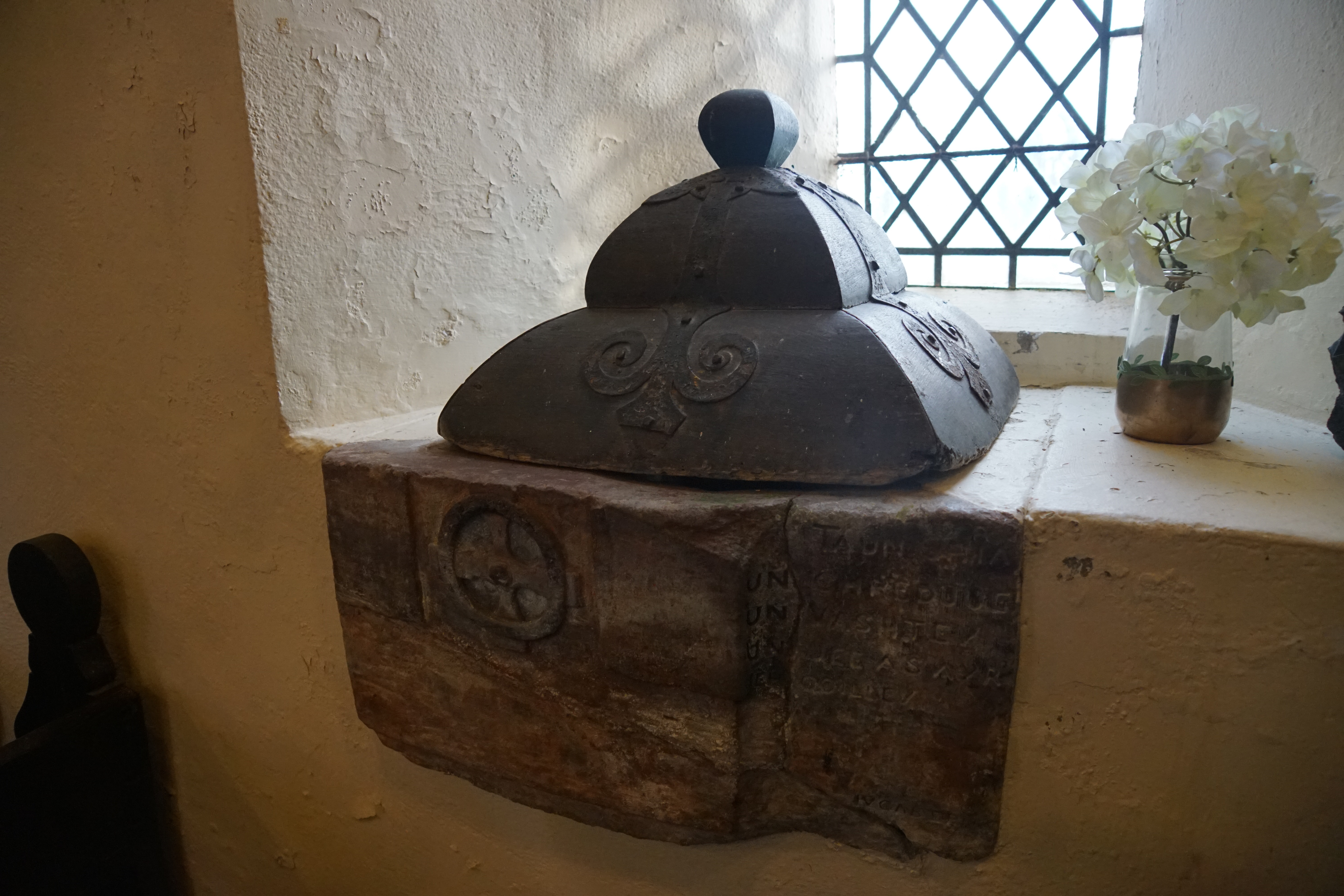
Doopvont.

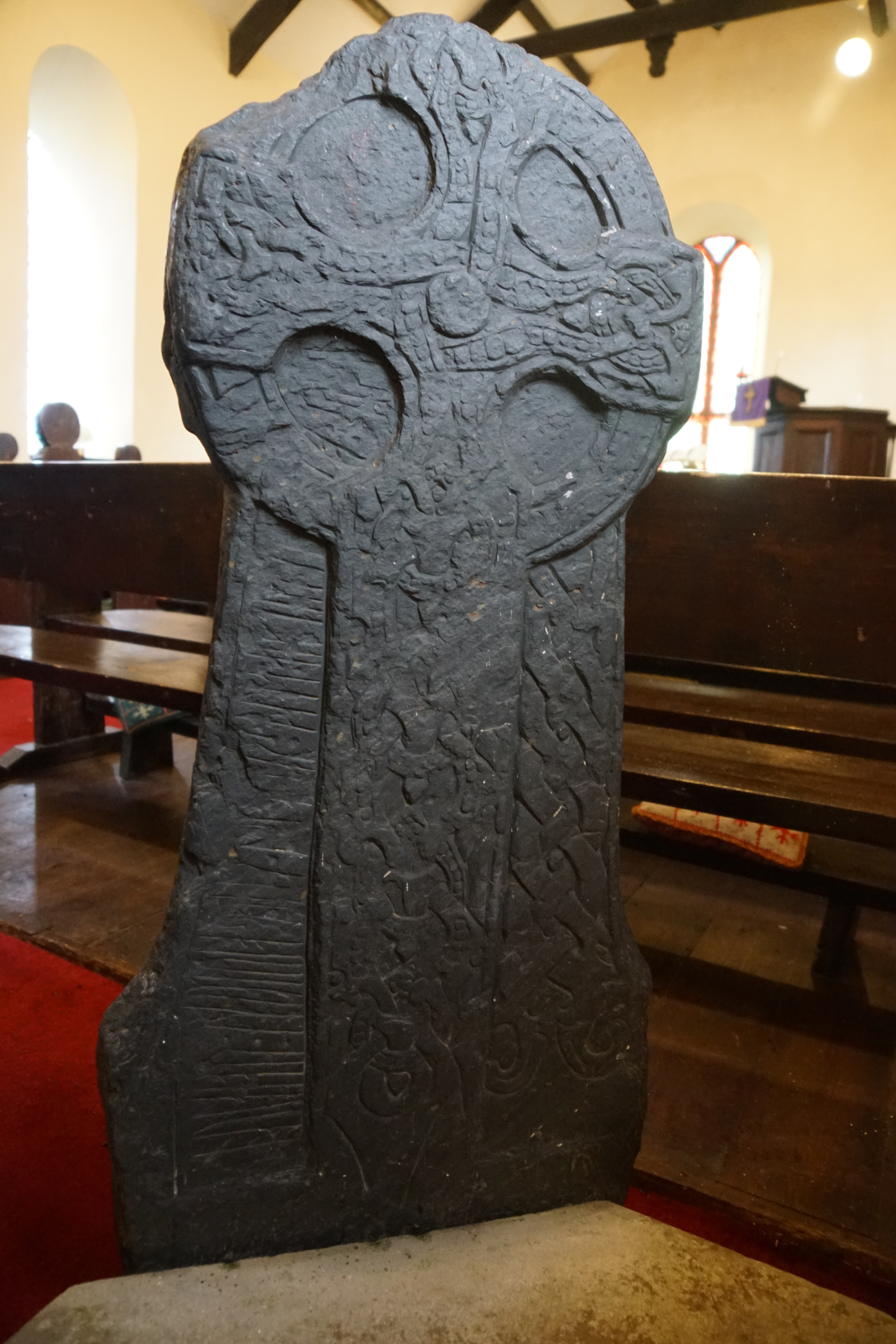
Olaf Liotulfson's Cross met runen aan de linkerzijde.

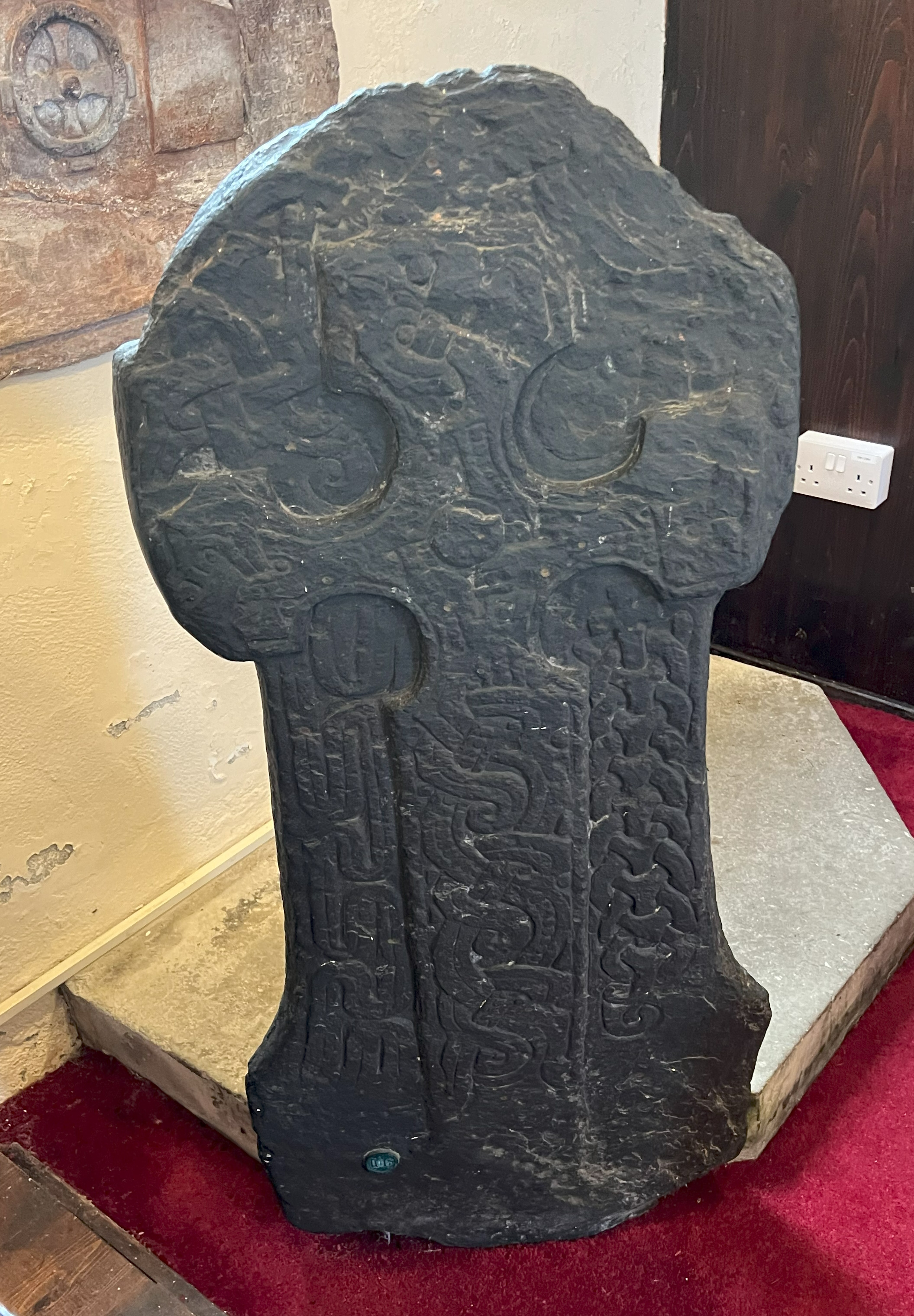
Achterzijde van het Olaf Liotulfson's Cross.

Ballaugh Old Church, ook St Mary de Ballaugh Old Church, is een vermoedelijk van oorsprong dertiende-eeuwse kerk, gelegen in Ballaugh in de parish Ballaugh op het eiland Man. In de achttiende eeuw werd de kerk meerdere keren uitgebreid, totdat in 1832 een nieuwe kerk in gebruik werd genomen en de wijzigingen uit de achttiende eeuw grotendeels werden teruggedraaid.

## Geschiedenis
De oudst overgeleverde referentie naar een Maria-kerk in Ballaugh is een pauselijke bul van Gregorius IX uit 1231. Het is niet zeker of het kerkgebouw Ballaugh Old Church hetzelfde gebouw betreft. In 1717 werd Ballaugh Old Church uitgebreid aan de oostzijde met een nieuw koor, met een romaneske façade en een portaal aan de westzijde. Ook de zuilen van de toegangspoort dateren uit deze periode. Tussen 1757 en 1777 werden galerijen in de kerk geplaatst aan het westeinde en de zijkanten met een toegangstrap nabij het westelijk portaal. De noordelijke muur werd voorzien van drie extra ramen. In 1832 werd een nieuwe kerk, dichter bij de dorpskern gelegen, in gebruik genomen, waarna bij een restauratie in 1849 het koor werd verwijderd alsmede de galerijen met toegangstrap. Bij deze restauratie werden vermoedelijk naast de nieuwe oostelijke muur ook de noord- en zuidmuur herbouwd.

## Beschrijving
Ballaugh Old Church ligt aan de oostzijde van de Cronk Road (A10), ten noorden van de splitsing met de Ballaugh Loop. De kerk heeft een rechthoekige plattegrond en is west-oostelijk georiënteerd. De romaneske westelijke façade uit 1717 bestaat uit Dorische zuilen aan weerszijden boven het westelijke portaal. De gevel zelf bevat vier Dorische zuilen in het metselwerk. Op de gevel staat een vierkante toren waarop een octogonale klokkentoren staat met vier openingen met erbovenop een koepeltje. Hier bovenop staat een windwijzer uit 1777. Op de vier hoeken van de kerk staan obelisk-achtige bouwsels. 
Om de kerk heen ligt een begraafplaats die vrijwel rond van vorm is wat karakteristiek is voor een begraafplaats uit de vroege of hoge middeleeuwen. De hoofdingang van de kerk bevindt zich  in het verlengde van het westelijk toegangsportaal middels een trap vanaf de weg, geflankeerd door twee van een piramide voorziene pilaren die anno 2024 naar elkaar toe hellen.
In de kerk is het Victoriaanse dakgebinte zichtbaar. Het doopvont bestaat uit een onregelmatig blok rode zandsteen dat is ingebouwd in een vensterbank met een Victoriaans houten deksel. Op de steen staat een keltisch kruis, ooit rood en blauw geverfd, en een inscriptie in Manx-Gaelisch, vertaald: Er is één Heer, één Geloof, één Doop, één God en Vader van allen.  De houten preekstoel in Georgiaanse stijl dateert uit 1772.

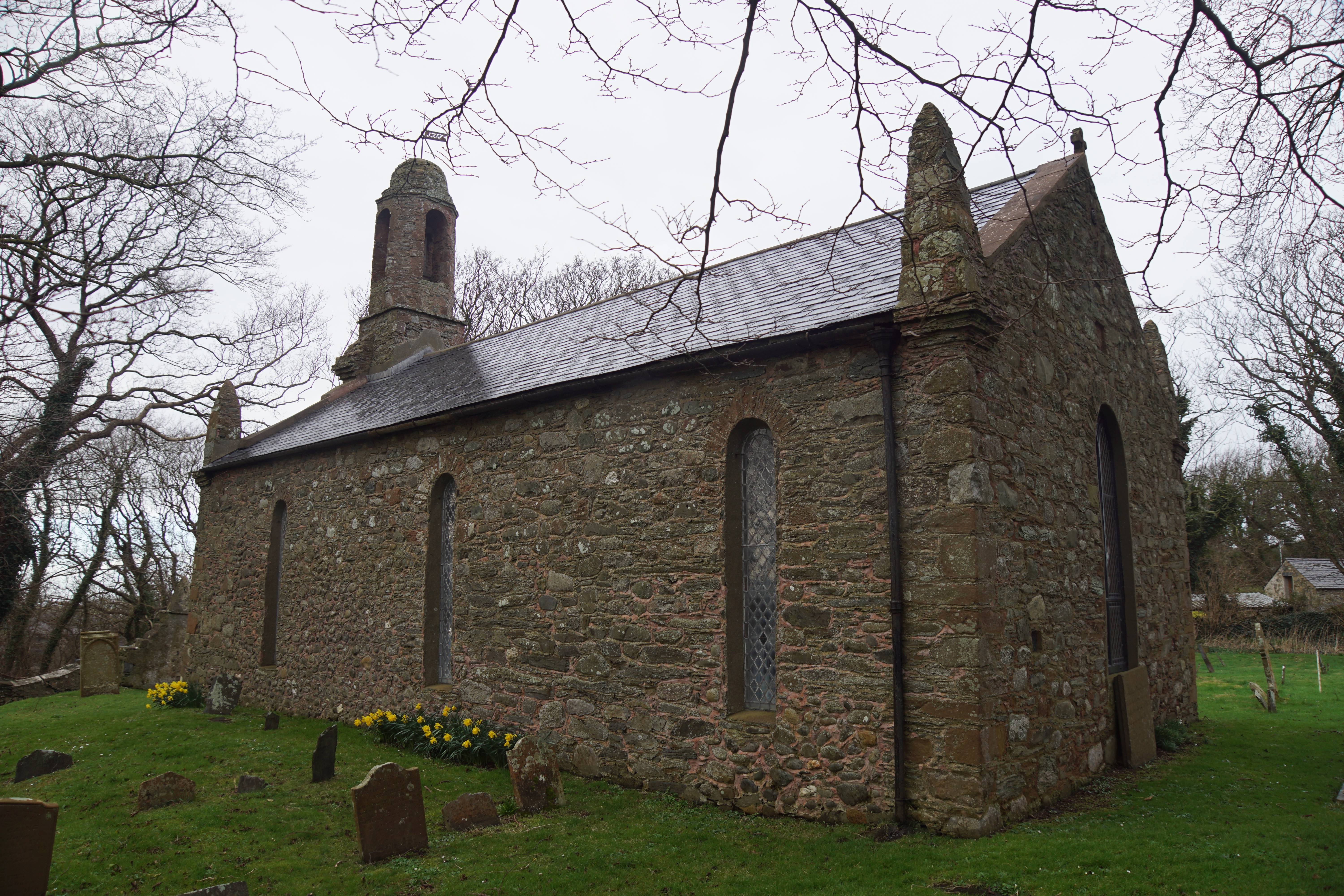
De kerk vanuit het zuiden.
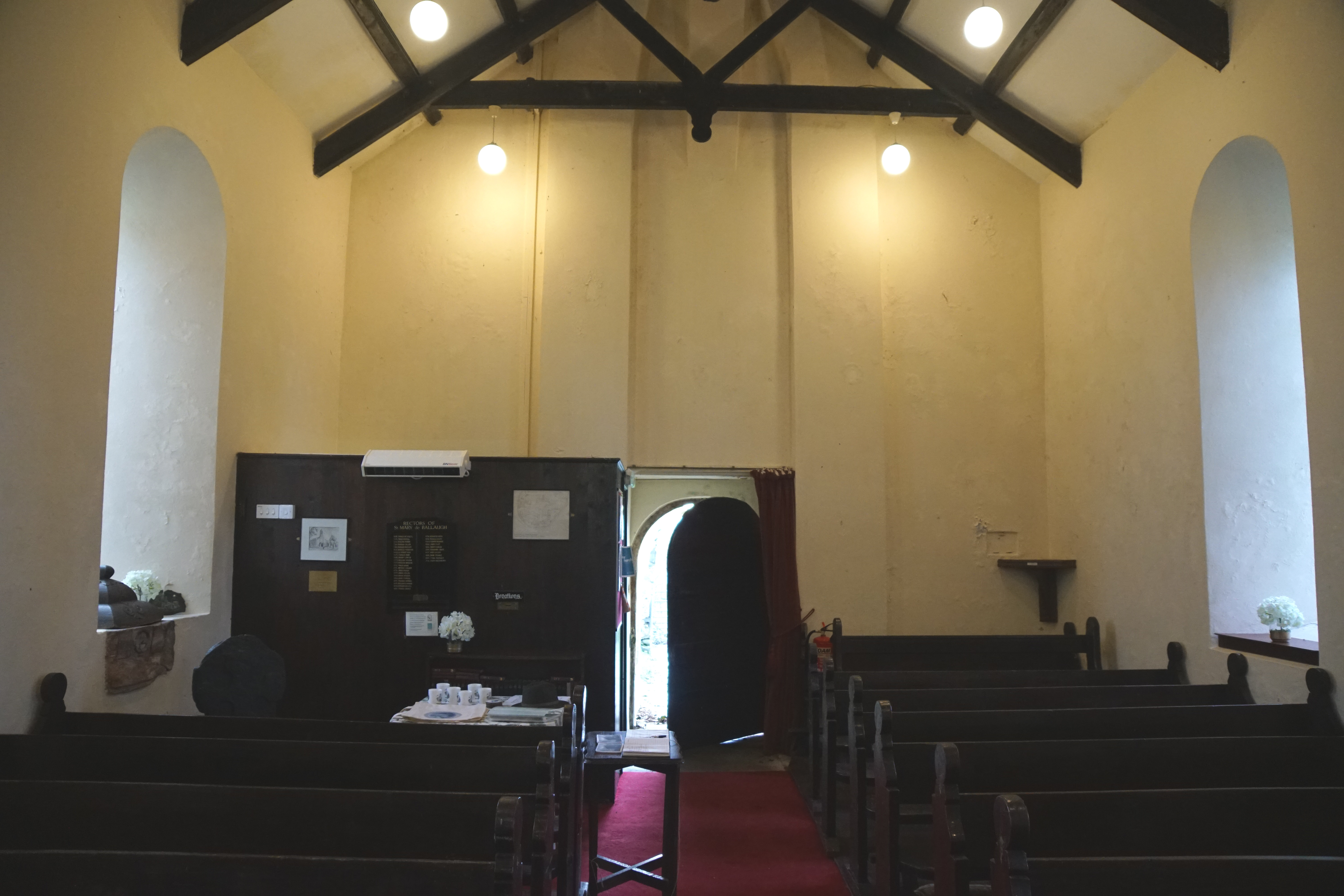
Interieur.
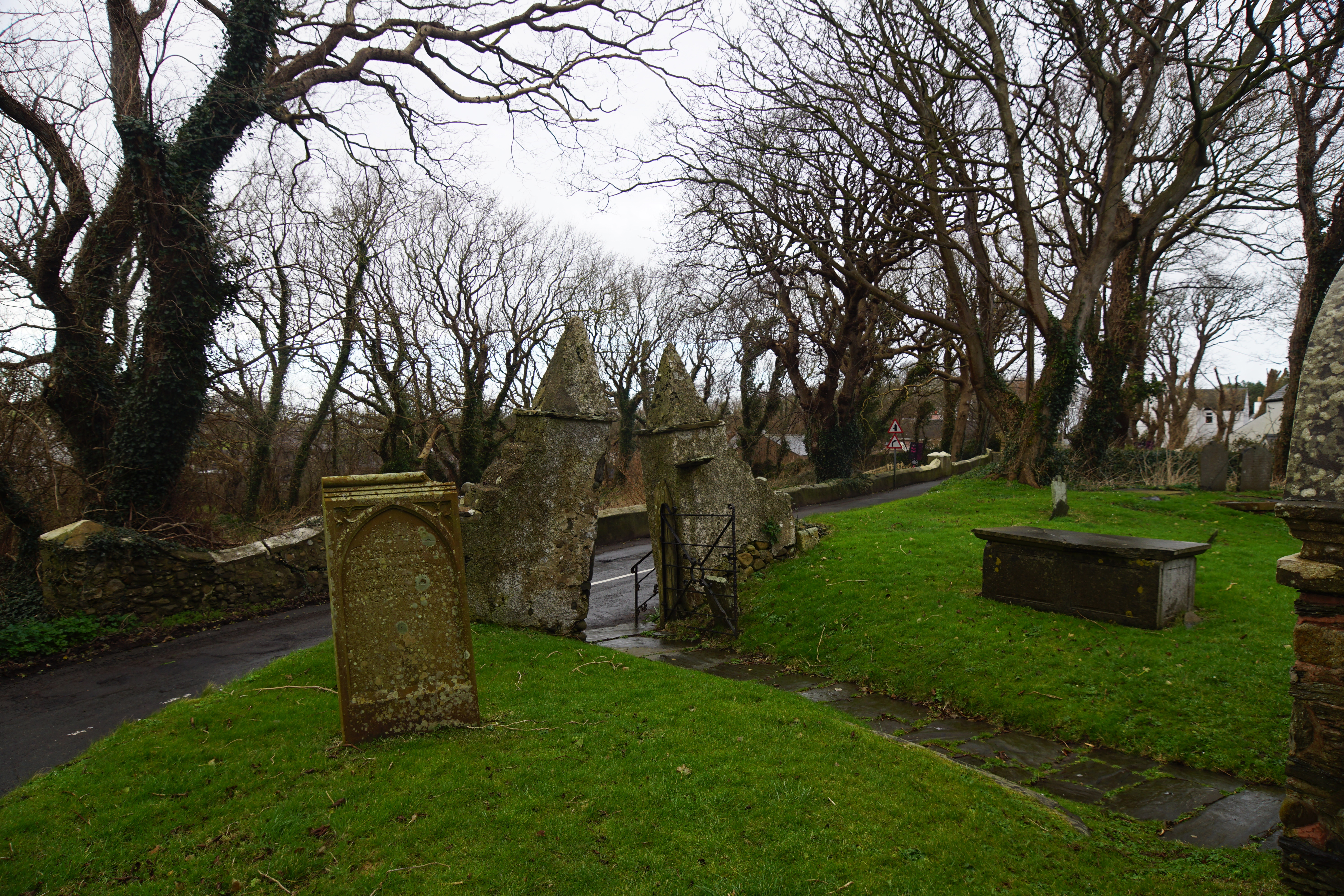
Entree tot het kerkterrein.

### Kruis
In de Ballaugh Old Church bevindt zich een  Viking-grafkruis uit 950-1000. Het gaat om Manx Cross nummer 106. Het kruis staat ook bekend onder de naam Olaf Liotulfson's Cross. Het kruis stond ooit op een heuvel op de begraafplaats, werd daarna bij het in de 19e eeuw afgebroken koor geplaatst om vervolgens rond 1890 in de kerk te worden gezet. De locatie van de heuvel op de begraafplaats is onbekend, maar is vermoedelijk de originele locatie van het graf voor wie het kruis werd geplaatst. Beide zijden van het kruis zijn versierd. Aan een van de zijden bevindt zich een rune-inscriptie: Olaf (Óleifr) Liotulfson heeft dit kruis opgericht ter nagedachtenis van Ulf, zijn zoon. Aan de zijde met de runen is het kruis voorzien van een ronde cirkel eromheen; deze cirkel ontbreekt aan de andere zijde.
Het wordt niet uitgesloten dat zich er nog andere kruisen zijn verwerkt in het gebouw.